# Биа, Леопольд
Принц Леопольд Биа (рунди и фр. Léopold Biha; 1919—2003) — бурундийский аристократ и политик, премьер-министр Бурунди с 13 октября 1965 по 8 июля 1966 года.

## Биография
Представитель правящей династии и личный секретарь короля Мвамбутсы IV, тутси Биа был назначен на пост главы правительства по инициативе монарха, отказавшегося утверждать в премьер-министры представителя хуту, получивших большинство мест на прошедших в мае 1965 года парламентских выборах. Назначение Биа вызвало мятеж, поднятый офицерами-хуту и жестоко подавленный офицерами-тутси, устроившими чистку хуту в рядах военной и политической элиты. Сам Мвамбутса IV в ходе мятежа бежал в Швейцарию и в марте 1966 года передал властные полномочия своему сыну и наследнику принцу Шарлю Ндизейе. В июле того же года министр обороны Мишель Мичомберо организовал переворот, в результате которого Ндизейе официально взошёл на трон под именем Нтаре V, а сам Мичомберо возглавил правительство вместо Биа, потерявшего к тому времени всякое реальное влияние на дела.